# José van Dam

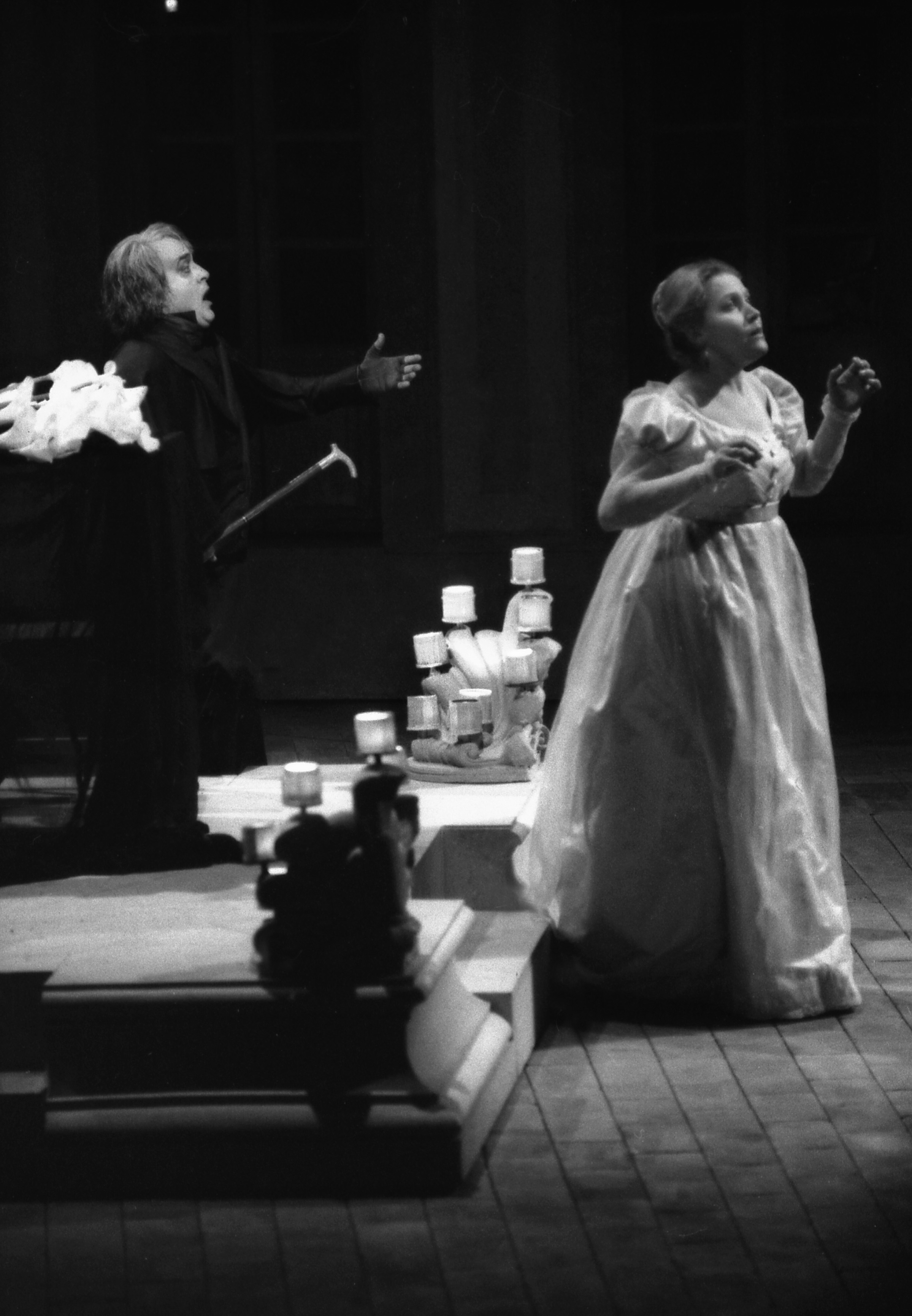
Van Dam in 1988

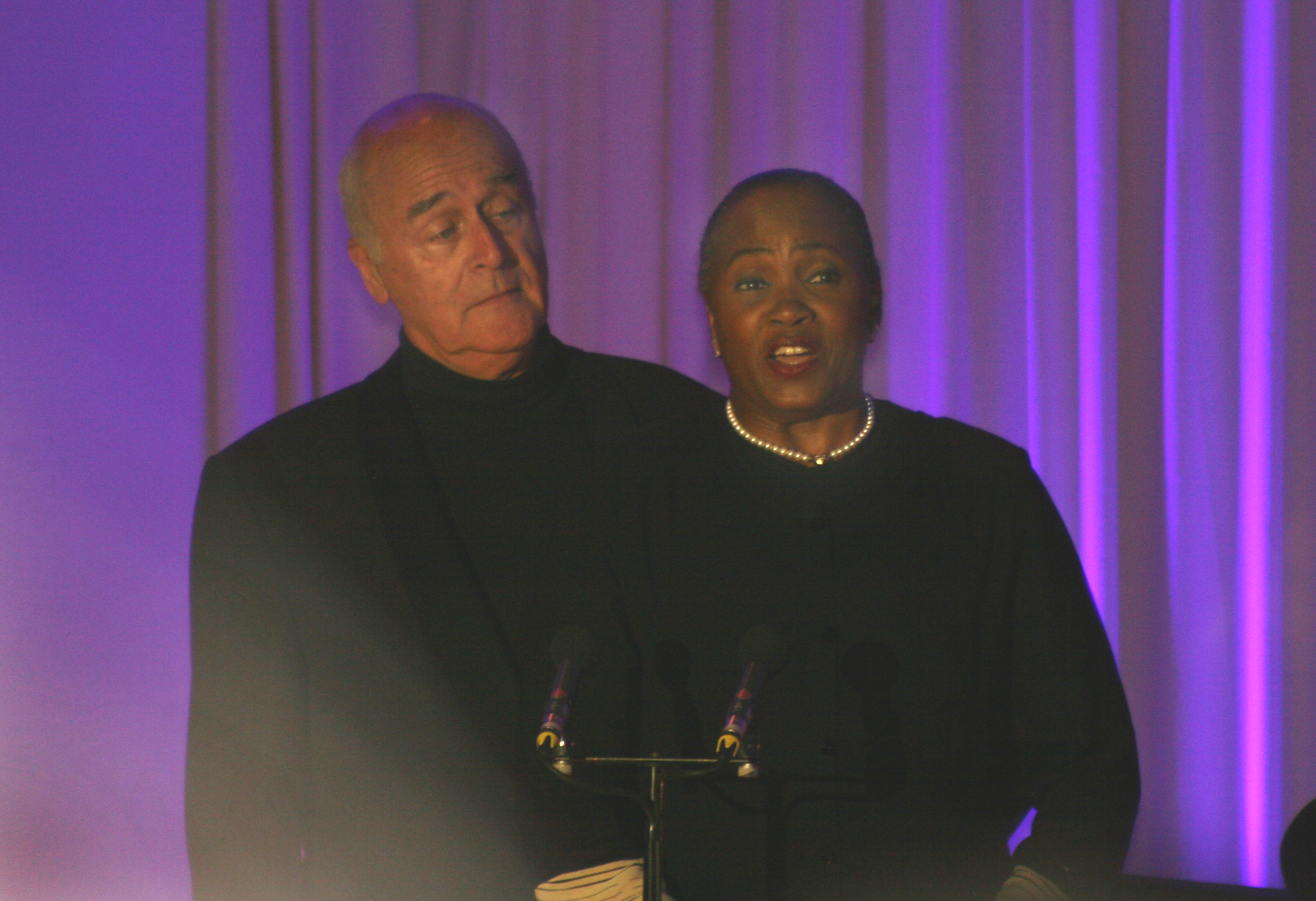
Van Dam met Barbara Hendrickx in 2006

Joseph baron Van Damme (Elsene, 25 augustus 1940), bekend onder de naam José van Dam, is een Belgische bas-bariton en operazanger.

## Biografie
Van Dam studeerde aan het Brussels conservatorium bij Frédéric Anspach. Aan de Opera van Parijs begon hij vanaf 1960 met het zingen van kleine rollen, tot de rol van Escamillo in Bizets Carmen volgde in 1965. Van 1965 tot 1967 werkte hij in Genève, vervolgens van 1967 tot 1973 aan de Deutsche Oper in Berlijn. Hij zong daar onder meer Figaro en Leporello (in Mozarts Don Giovanni). In 1968 maakte hij zijn debuut op de Salzburger Festspiele in de rol van Tempo in Rappresentazione di Anima e di Corpo van Emilio de Cavalieri. Hij zong er sindsdien in onder meer Le Nozze di Figaro, Die Zauberflöte, Les contes d'Hoffmann, Fidelio en Il trovatore.
Zijn internationale carrière nam rond 1970 een steeds hogere vlucht met optredens in Covent Garden in Londen, het Teatro alla Scala in Milaan en de Metropolitan Opera in New York. Veelvuldig ook bleef hij optreden aan de Parijse Opera, onder meer in La bohème, Dardanus van Rameau, en Der fliegende Holländer van Wagner. In 1983 zong hij in de wereldpremière van Saint François d'Assise van Olivier Messiaen.
In 1993 zong hij tijdens de uitvaart van koning Boudewijn. In 2014 zong hij tijdens de uitvaart van koningin Fabiola onder andere het Libera me uit het Requiem van Fauré en La Quête uit L'Homme de la Mancha.

## Liederen
Van Dam zong vrijwel alle grote baritonrollen uit het operarepertoire, maar gaf ook veel liederrecitals. Sinds 1993 is Maciej Pikulski zijn enige pianobegeleider in de grootste concertzalen van de wereld: Carnegie Hall in New York, het Teator alla Scala van Milaan, De Munt in Brussel, het Concertgebouw in Amsterdam, het Teatro Colón in Buenos Aires en het Théâtre des Champs-Élysées in Parijs.
In 1997 speelde Van Dam de rol van Don Quichotte in L'Homme de la Mancha, een rol die Jacques Brel dertig jaar eerder had vervuld, in twee series voorstellingen bij de Opéra Royal de Wallonie in Luik.

## Baron
In augustus 1998 werd hij door koning Albert II tot baron benoemd, uit erkenning voor zijn grote carrière.

## Filmografie
- 1978: Don Giovanni van Joseph Losey, in de rol van Leporello
- 1987: Le Maître de musique, van Gérard Corbiau

## Trivia
Van Dam was in 2005 een van de kansmakers op de titel De Grootste Belg. In de Waalse versie eindigde hij op nummer 6, maar in de Vlaamse versie haalde hij de nominatielijst niet en strandde op nummer 320 van diegenen die net buiten de nominatielijst vielen.
- Bibsys: 2018230
- Biblioteca Nacional de España: XX848764
- Bibliothèque nationale de France: cb139007033 (data)
- CiNii: DA08452072
- Gemeinsame Normdatei: 128470690
- International Standard Name Identifier: 0000 0001 2118 1160
- Library of Congress Control Number: n80158410
- Nationale Bibliotheek van Letland: 000035974
- MusicBrainz: 630040a7-df8b-44b9-b9d8-38a86f4415aa
- Nationale Bibliotheek van Tsjechië: pna2005261955
- Nationale bibliotheek van Australië: 36061331
- Nationale Bibliotheek van Israël: 987007447630405171
- Nationale Bibliotheek van Polen: a0000002542036
- Nationale en Universitaire bibliotheek Zagreb: 000091527
- Nederlandse Thesaurus van Auteursnamen: 075116480
- Istituto Centrale per il Catalogo Unico: MILV189019
- SNAC: w6cg0pxf
- Système universitaire de documentation: 029907527
- Trove: 1204652
- Virtual International Authority File: 2658059
- WorldCat: E39PBJbRfHh3HQtyQkRGkGcHG3